# Salaheddine Chihab
Salaheddine Chihab (en arabe : صلاح الدين شهاب), né le 23 février 1993 à Mohammédia (Maroc), est un footballeur marocain, jouant au poste de gardien de but au MAS de Fès.

## Biographie

### Carrière en club
Formé et diplômé du centre de formation du SCC Mohammédia, il s'engage ensuite pour une longue période à l'Al-Shamal SC au Qatar. Avec le club, il joue une majorité de son passage en deuxième division, remportant lors de la saison 2013-2014, son championnat pour une promotion en D1.
En 2018, il retourne en Botola Pro en passant par l'OC Khouribga, l'IR Tanger,, le Wydad de Fès et le CAY Berrechid.
Arrivé en 2022 au MAS de Fès, il atteint les demi-finales de la Coupe du Maroc lors de la saison 2022-2023, après une défaite contre l'AS FAR,. Il joue notamment un rôle important lors du parcours du MAS de Fès lors de la Coupe du Maroc,,.

### Carrière internationale
Le 3 octobre 2024, il reçoit sa première convocation de Walid Regragui, figurant sur la liste des joueurs marocains sélectionnés pour une double confrontation face à la République centrafricaine, comptant pour les qualifications de la CAN 2025,. Il y figure en tant que troisième gardien derrière Yassine Bounou et Munir El Kajoui,.

## Palmarès

### En club
Al-Shamal SC
- Championnat du Qatar de deuxième division :
  - Champion : 2014.

## Vie privée

### Famille
Salaheddine Chihab est le frère de l'ancien international marocain Tariq Chihab.